# Polska A B C i D
Polska A B C i D – utwór muzyczny Marii Peszek z 2016 roku, napisany przez nią samą oraz Michała „Foxa” Króla. Piosenka została wydana 27 stycznia 2016 jako pierwszy singel z czwartego albumu studyjnego Peszek pt. Karabin.

## Teledysk
Teledysk do utworu powstał w konwencji tzw. „lyric video” zobrazowanego tekstem piosenki. Został on zrealizowany przez studio Huncwot i miał swoją premierę równocześnie z wydaniem singla.

## Pozycje na listach przebojów
| Lista przebojów                    | Pozycja |
| ---------------------------------- | ------- |
| Lista przebojów Programu Trzeciego | 1       |
| Polskie Radio RDC                  | 2       |